# Storia del Quattrocento in Abruzzo

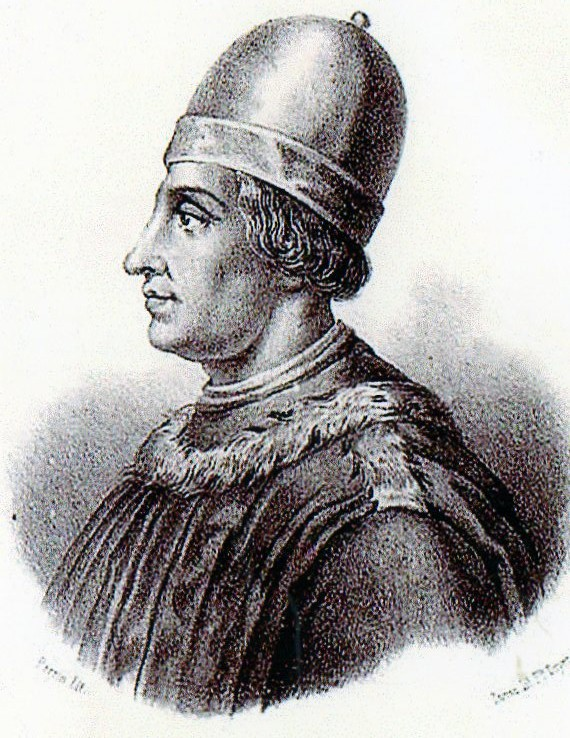
Braccio da Montone, il condottiero che attaccò L'Aquila durante la guerra del 1423-1424

Il Quattrocento in Abruzzo fu caratterizzato da lotte di potere tra diverse famiglie, sismi ma anche da un notevole sviluppo economico: dalla pastorizia, infatti, dipendeva più o meno direttamente almeno la metà della popolazione. Tale sviluppo fu dovuto alla pratica della transumanza, che aveva lo sbocco nelle fiere mercantili di Foggia e partiva dai vari tratturi del territorio aquilano e dalla Maiella, come il cosiddetto "tratturo magno", il più grande, o il tratturo Pescasseroli-Candela.
Nello stesso periodo, Jacopo Caldora accrebbe il suo potere in Abruzzo: fece costruire le fortificazioni di Carpinone (oggi in Molise) e Civitaluparella, e rafforzare quelle di Castel del Giudice (IS) e Pacentro. Su suo impulso si costruì anche il castello del Vasto e si forticò la città di Ortona.

## Numismatica

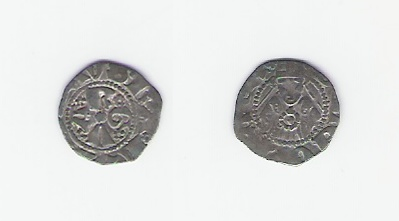
Fronte e retro di un bolognino di Guardiagrele

All'inizio del Quattrocento, Ladislao di Durazzo e i suoi successori, fino a Carlo VIII d'Angiò alla fine del secolo, concessero la facoltà alle maggiori città abruzzesi di battere moneta, dotandosi di una propria zecca. I principali centri di produzione furono Chieti, che ne ebbe il privilegio dal 1459 al 1495, Lanciano, durante gli Angioini, Guardiagrele, che coniò i bolognini presso casa Marini dal 1391, e Sulmona. Proprio qui l'attività numismatica prese avvio grazie alle concessioni di Ladislao del 1406 e del 1410. Le monete qui coniate recavano le iniziali dell'emistichio Sulmo mihi patria est, tratto dalla raccolta Tristia di Ovidio, che nacque proprio in città. Tale privilegio durò fino al 1528.
Dopo l'assedio, anche alla città di Aquila fu concesso il privilegio di battere moneta per 5 anni senza versare tributi alla corona, oltre all'esenzione dalla riscossione delle tasse regie per 4 anni. Ortona ebbe la sua zecca per breve tempo, così come Atri, Cittaducale, Amatrice, Manoppello e Tagliacozzo.

## La guerra angioino-aragonese

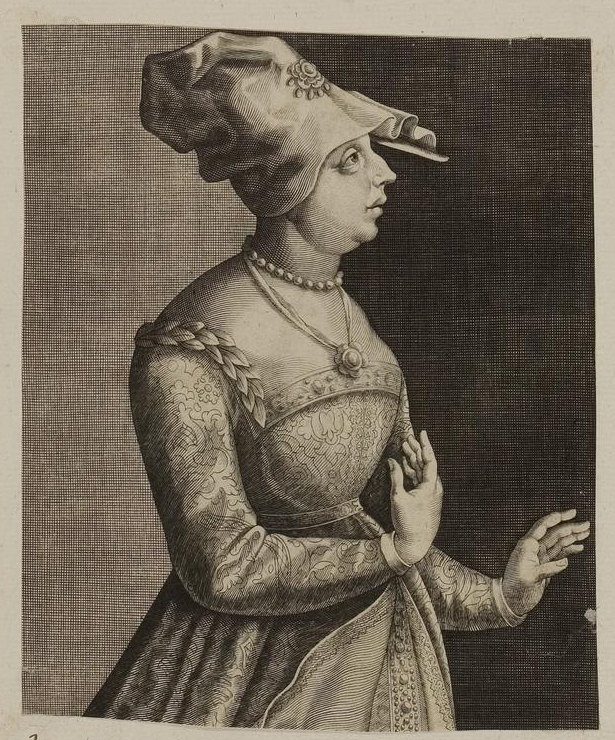
La regina Giovanna II

Nell'àmbito della guerra di successione tra il casato d'Angiò e quello d'Aragona, l'Abruzzo rimase profondamente coinvolto, specialmente per quanto riguarda le città di Sulmona e Aquila (l'odierna L'Aquila). In quel tempo il capitano di ventura Jacopo Caldora era un importante condottiere del Regno di Napoli, fedele al partito angioino di Giovanna II d'Angiò-Durazzo. Dal 1424 fu in possesso dell'Abruzzo Citra, dell'Abruzzo Ultra, del Contado di Molise e della Capitanata, e dallo stesso anno fu anche capitano generale dell'esercito regio di Giovanna II per via della sua fama di condottiero.

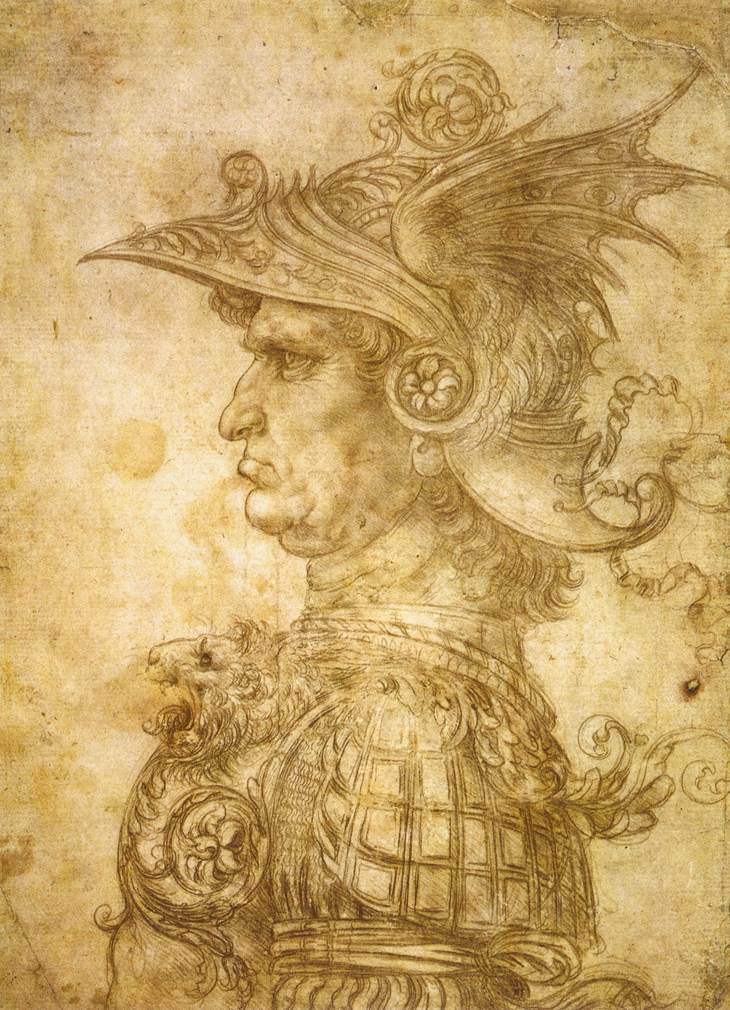
Jacopo Caldora, nel ritratto di condottiero eseguito da Leonardo da Vinci

### L'ascesa al trono di Giovanna II
Caldora, nel 1415, era al servizio della regina, Giovanna II d'Angiò-Durazzo, come comandante, insieme a Muzio Attendolo Sforza, delle truppe napoletane inviate negli Abruzzi per impedire il ritorno ad Aquila di Antonuccio Camponeschi. Tuttavia, la corona sospettò della fedeltà di Caldora, che tra l'altro ebbe l'appoggio di Pandolfello Alopo, prima di cambiare schieramento e diventare favorito e amante della regina. Ciononostante, Jacopo prese parte alle trattative con il Comune quale rappresentante del governo regio. Così facendo, Caldora entrò nella vita politica del regno, ai tempi minacciato dall'opposizione dei baroni contro la regina Giovanna II.
Nel 1417 Giovanna iniziò a vendere dei feudi per avere i fondi contro Braccio da Montone, che minacciava Roma. Tra i vari feudi c'era quello di Agnone (oggi in Molise), nelle mani dei baroni opposti alla regina. Giovanna II si affidò dunque a Caldora per recuperarlo: egli, insieme a Marino da Somma, riconquistò la città e la regina lo ricompensò con la nomina a capitano di Agnone, così come di Minervino e Manfredonia; in più assunse il privilegio di ricevere un quarto delle entrate doganali derivanti dal frumento che arrivava nel porto di Manfredonia. Tuttavia dopo la presa di Agnone, Caldora non ottemperò all'ordine di muovere le sue truppe verso quelle di Attendolo Sforza, per unirle contro Braccio; andò dunque verso l'abbazzia di Casamala, unendosi con alcuni baroni abruzzesi. Sforza attaccò a sorpresa le truppe di Caldora, mandando avanti Perdicasso Barile, dal momento che temeva intrighi tra Braccio e Caldora; ciò portò alla cattura di quest'ultimo. Sergianni Caracciolo, nel frattempo, assunse un ruolo importante alla corte di Giovanna II a causa dell'assenza di Sforza da Napoli, impegnato contro Braccio. Fu nominato infatti gran siniscalco e divenne il favorito di Giovanna. Quando nel 1418 Attendolo Sforza tornò, cercò di stringere legami con alcuni baroni, pertanto Caracciolo lo attaccò, liberando Caldora e inviandolo contro il rivale. Sforza, però, temendo un'azione simile, andò verso Napoli, evitando il conflitto. Ci fu in seguito un accordo che permise di placare le ostilità, facendo tornare Caldora ad avere un ruolo importante nella politica napoletana.

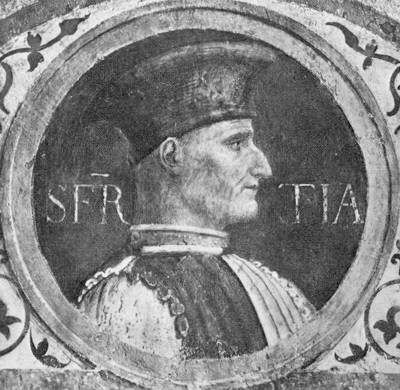
Muzio Attendolo Sforza

Giovanna fu incoronata il 28 ottobre 1419, sebbene la crisi di successione fosse tutt'altro che risolta: Luigi III d'Angiò, infatti, avanzò delle pretese ufficiali sul trono napoletano, contro Alfonso V d'Aragona. Nel 1420 Attendolo Sforza abbandonò Giovanna II e iniziò a sostenere Luigi III, sostenuto da una buona parte della nobiltà. Nello stesso anno la regina nominò Caldora capitano dei castelli abruzzesi di Montesisto, Castiglione, Buccio e Casilitto, ma quando Braccio – passato a sostenere Giovanna II e Alfonso V – andò verso Sulmona, Caldora fortificò Pacentro per evitarne il passaggio. Nonostante ciò, quando Braccio arrivò a Sulmona, Caldora lo fece entrare, chiedendogli di accordarsi con la regina e trovando quindi il supporto di Caldora.
Alfonso V, nel frattempo, si stabilì a Castel Nuovo, mentre Giovanna a Castel Capuano, dal momento che tra i due si ruppero i rapporti a causa del crescente peso politico di Caracciolo. Nel 1423 si arrivò a uno scontro armato tra i due, quando Alfonso fece arrestare Caracciolo e tentò di assaltare Castel Capuano, trovando però resistenza. Con uno scambio di prigionieri, Giovanna fece liberare il favorito, col quale scappò poi ad Aversa. A questo punto Giovanna II dichiarò di non volere più Alfonso come erede, nominando contestualmente Luigi III d'Angiò quale nuovo successore.

### L'assedio dell'Aquila

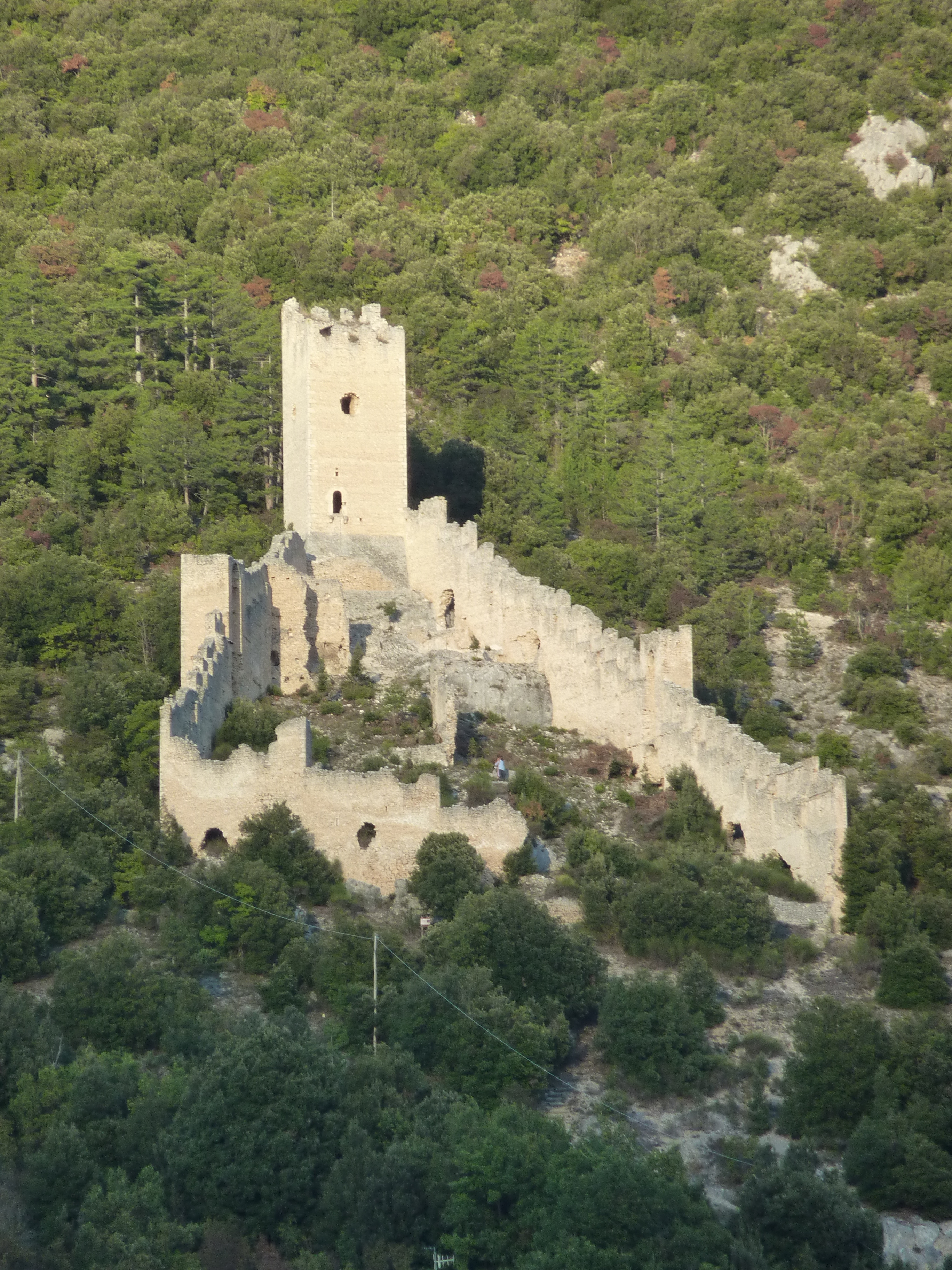
Il castello di San Pio delle Camere sulla piana di Navelli, uno degli esempi della terra bruciata di Braccio da Montone durante l'assedio dell'Aquila

Nel 1423, dopo la rottura dei rapporti tra Giovanna e Alfonso, la regina chiese l'intervento di Braccio – che si fece nominare principe di Capua – con 4000 cavalieri. Egli si mosse dunque verso gli Abruzzi, dove però trovò opposizione ad Aquila, che si rifiutava di accettare la nomina di Braccio come connestabile degli Abruzzi, avvenuta l'anno precedente.

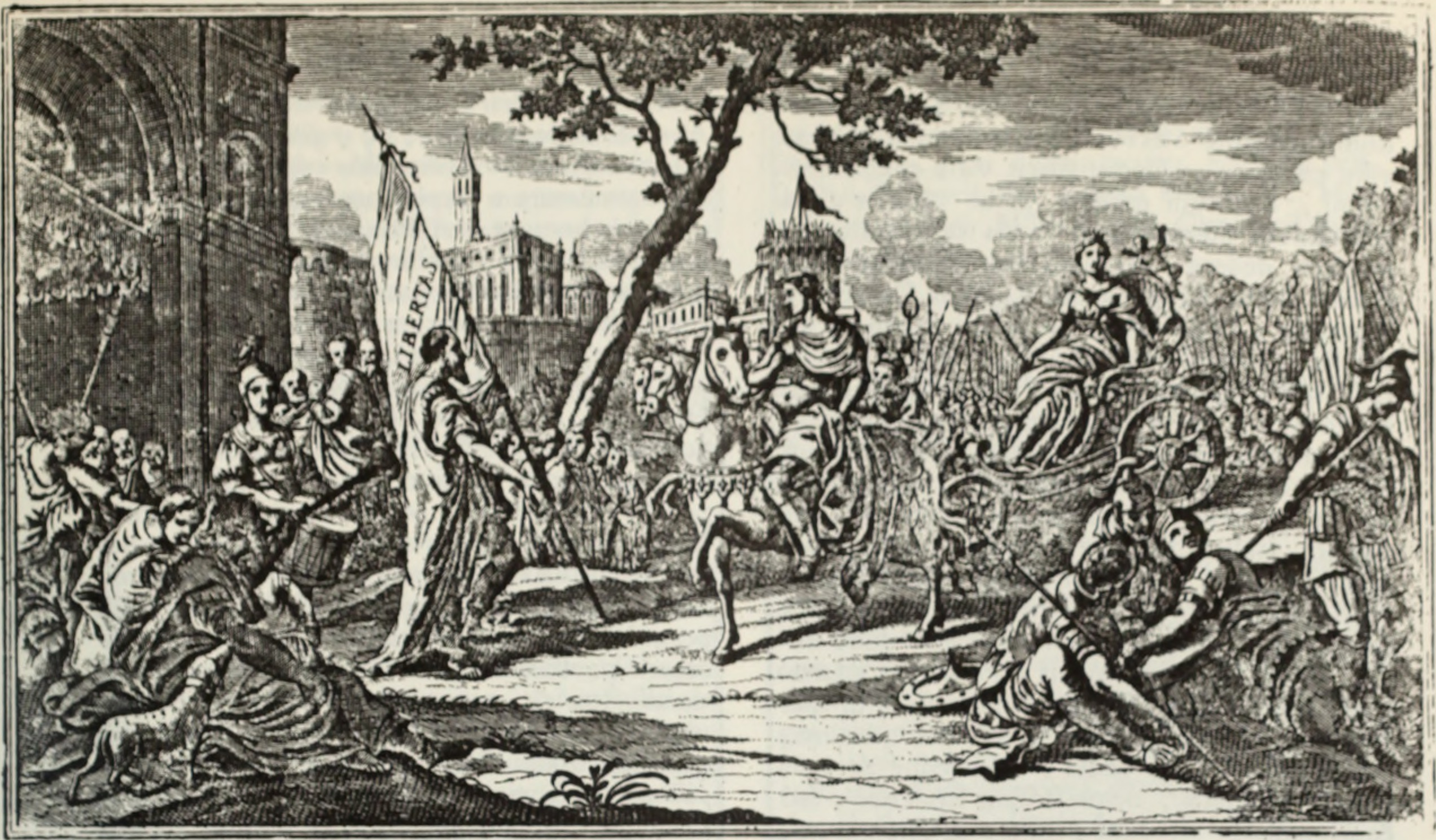
Miniatura allegorica raffigurante, da destra a sinistra, l'ingresso fastoso ad Aquila di Giovanna II (seduta sulla portantina), con Jacopo Caldora (in groppa al cavallo) e il suo esercito, al termine della guerra. Sono accolti da Antonuccio Camponeschi (sventolante la bandiera), governatore della città

Lo sfregio di Braccio fu di prendere d'assedio i castelli che fondarono la città nel 1266, sotto la protezione di Carlo I d'Angiò, affinché la città restasse senza viveri e uomini per combattere: a uno a uno molti dei castelli furono presi e caddero. Papa Martino V scomunicò quindi Braccio; si giunse quindi a una coalizione tra la regina Giovanna, il pontefice e il duca di Milano Filippo Maria Visconti per opporsi a Braccio. Giovanna si affidò a Jacopo Caldora e ad Attendolo Sforza, trovando il supporto di Visconti. Lo scontro ci fu il 2 giugno 1424 a Bazzano. Attendolo Sforza doveva giungere in città con 4000 uomini, ma morì annegando nel fiume Pescara, pertanto il comando delle truppe passò al figlio Francesco.
Nel mese di aprile Filippo Maria Visconti, che giocò un ruolo importante nella presa dell'Aquila, mandò il denaro a Jacopo per sostenere l'esercito, affinché Giovanna II tornasse a Napoli. Caldora fu ricoperto di onori e gli fu data carta bianca per andare in Abruzzo a combattere contro Fortebraccio. Jacopo partì con Francesco Sforza, Micheletto Attendolo, Luigi di San Severino e Ludovico Colonna e acquartierò le truppe nella piana San Lorenzo, sotto la basilica di Collemaggio; il 6 giugno ci fu la battaglia decisiva della lega di papa Martino V e Giovanna contro le truppe di Braccio, presso la piana di Bazzano. Braccio venne sconfitto, e il suo esercito disperso; alcuni soldati furono trucidati a Paganica, i cui abitanti volevano vendicarsi delle offese subite.
A causa della vittoria all'Aquila, Caldora assunse una certa rilevanza nel campo militare del regno di Napoli, tanto che nel 1426 fu inviato nello Stato Pontificio a sostenere Martino V contro dei nobili della Marca, su proposta di Giovanna II.

## Gli Acquaviva

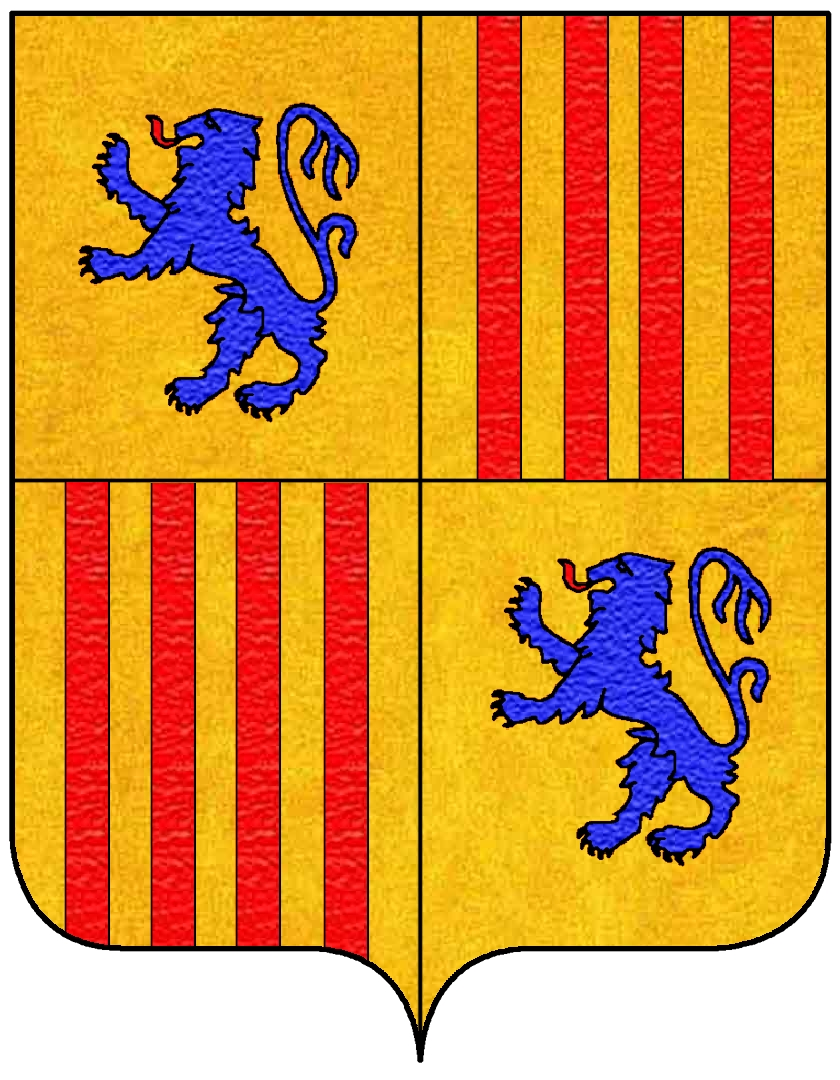
Stemma dei Duchi Acquaviva - D'Aragona

Gli Acquaviva furono una famiglia nobile di origine abruzzese, proveniente dal feudo di Acquaviva nella Valle Siciliana, sul Gran Sasso. Fu una delle sette grandi case del regno di Napoli. Il 30 aprile 1479, per concessione del re Ferdinando I, affiancarono alla loro dinastia il nome e lo stemma della casata reale, essendo essi imparentati con gli Aragona. Sin dalla nascita della famiglia, ebbero diversi feudi nel teramano e nei pressi del Vomano. Nel 1382 ottennero anche San Flaviano (l'odierna Giulianova) e Montorio, per concessione di Carlo III di Durazzo.

### Il conflitto tra i Melatino e i Della Valle

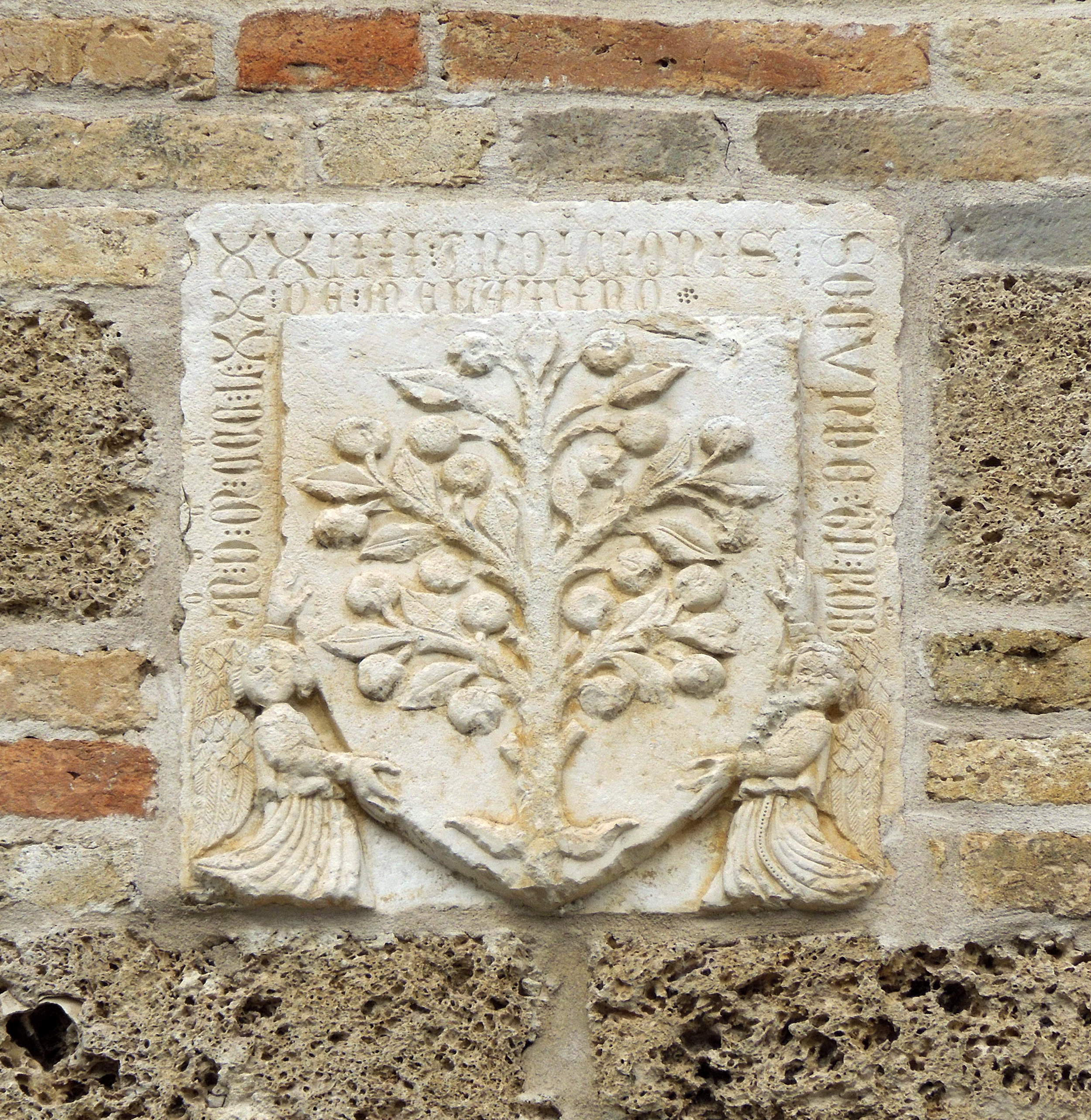
Stemma nobiliare dei Melatino presso la torre campanaria di Nocella di Campli

A Teramo, i Melatino e i Della Valle, ricordati poi come "Spennati" i primi e "Mazzaclocchi" o "Antonellisti" i secondi, furono le due principali famiglie nobili cittadine che si contesero il potere in questo periodo, lottando aspramente tra loro e rischiando più volte di far cadere la città nelle mani dei signori Acquaviva. Il conflitto tra angioini e durazziani era capeggiato in città da Errico di Roberto Melatino e Antonello della Valle, fratello del vescovo. Le origini della contesa sono da ricercare nella cacciata di Melatino dalla città ad opera di Della Valle, insieme con la sua famiglia e i suoi sostenitori, avvenuta nel 1388.
Durante la minore età di Ladislao, il potere regio sulla città divenne sempre più flebile, tanto che sempre nel 1388 a Campli, arrivò il vicegerente d'Apruzzo Andrillo Mormile; a seguito di un incendio nella casa ove alloggiava, gli abitanti di Campli vi entrarono e la saccheggiarono, facendo fuggire Mormile. Egli si appellò alla reggente Margherita, ma la questione venne indultata. Errico Melatino, temendo di non poter più entrare in città, iniziò a parteggiare per Antonio d'Acquaviva, nella speranza di potersi vendicare contro Antonello della Valle, cedendogli inoltre la signoria di Teramo. Il 22 novembre 1390 Acquaviva, in compagnia di Melatino, marciò su Teramo non trovando resistenza, dal momento che le guardie erano state corrotte. Della Valle accolse Acquaviva nella sua casa, ma il primo a tradimento venne ucciso a pugnalate. Morto, il corpo svestito fu gettato dalla finestra in mezzo alla strada, sicché un cittadino che aveva subito angherie da lui in passato, riconoscendolo, gli troncò la testa, la innalzò su una picca e la portò per le strade della città. Il cadavere infine fu gettato in un fosso sotto Santo Spirito. Il palazzo Della Valle fu distrutto, e vi venne creato un macello di legno dove, per dileggio, i macellai in ricordo della mattanza del tiranno, ingaggiarono combattimenti con le interiora degli animali.

### L'acquisto di Atri e Teramo e la morte di Andrea Matteo d'Acquaviva

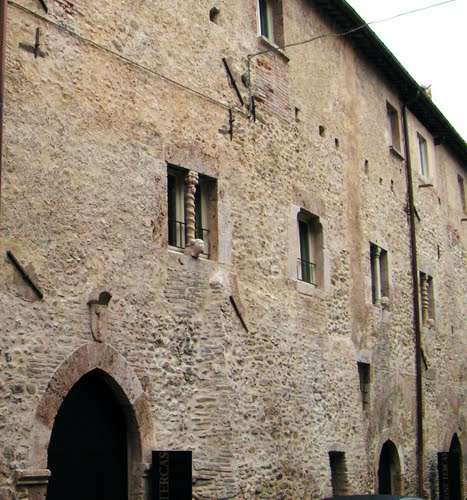
Palazzo Melatino a Teramo

In seguito, nel 1393 Antonio d'Acquaviva comprò le città di Atri e Teramo per 35 000 ducati. Due anni dopo Andrea Matteo, sostenitore di Ladislao, divenne il nuovo duca d'Atri. Egli tentò, come il padre, di approfittare di una controversia di guelfi e ghibellini ad Ascoli, per poterla prendere con un colpo di mano. Nel frattempo il vescovo di Teramo Pietro della Valle, fratello di Antonello, morì il 22 febbraio 1396; gli succedette Corrado Melatino, in ottimi rapporti con Acquaviva e con papa Bonifacio IX. Alla morte di questo, salì al soglio il sulmonese papa Innocenzo VII, che prese in considerazione la causa di Ascoli, infeudandola al duca di Atri, per tentare di salvare la città. Il duca di Atri andò a prendere possesso della città, per conto del re, nel 1406. L'Acquaviva ottenne da Ladislao vari riconoscimenti, e nell'assedio di Taranto contro Maria, vedova di Raimondo Orsini, comandò personalmente l'esercito. Rimase ferito nella battaglia, e tornando a Teramo fu ucciso il 17 febbraio 1407 da parte di alcuni esponenti della famiglia Melatino. La sua morte avvenne dopo che egli, andando a caccia con dei giovani, mise in groppa sul suo cavallo la moglie di uno di essi, scatenando l'ira del marito.
Errico aveva già preso accordi con Ladislao riguardo alla morte di Andrea Matteo, affinché il casato non fosse perseguito dopo l'omicidio. Per oltre un anno, quindi, la morte di Acquaviva rimase invendicata; ma alla fine i suoi figli entrarono a Teramo, sorpresero i Melatino, li squartarono e gli mozzarono le teste. Questa mattanza servì inoltre a far ribollire gli animi dei Della Valle e dei signori di Campli contro i Melatino. Cominciò così, il 12 marzo 1408 di caccia all'uomo via per via all'interno della città, molti membri dei Melatino vennero uccisi, e risparmiati in alcuni casi, a testimonianza del Muzii, solo i bambini. I camplesi, resisi conto di una possibile sanguinosa punizione di Ladislao, giunsero a Roma con ambasciatori, raggiungendo il papa Gregorio XII e l'antipapa Benedetto XIII nel pieno delle loro dispute, chiedendo indulti e perdoni, che ottennero, poiché riuscirono a sfruttare a loro favore i cavilli di giustificazione del delitto per lesa maestà. Il perdono dunque fu concesso, anche se si erano ormai formati a Teramo due opposti schieramenti dei Melatino e dei Della Valle, che per via degli omicidi furono confinati a ventidue miglia da Teramo; essi violarono ripetutamente gli ordini reali di Ladislao, tanto che in un documento del 1411 il re intimò alle città che ospitavano gli esuli di esiliarli in altri luoghi più lontani, e in caso di disobbedienza di ucciderli.

### Il Rinascimento ad Atri

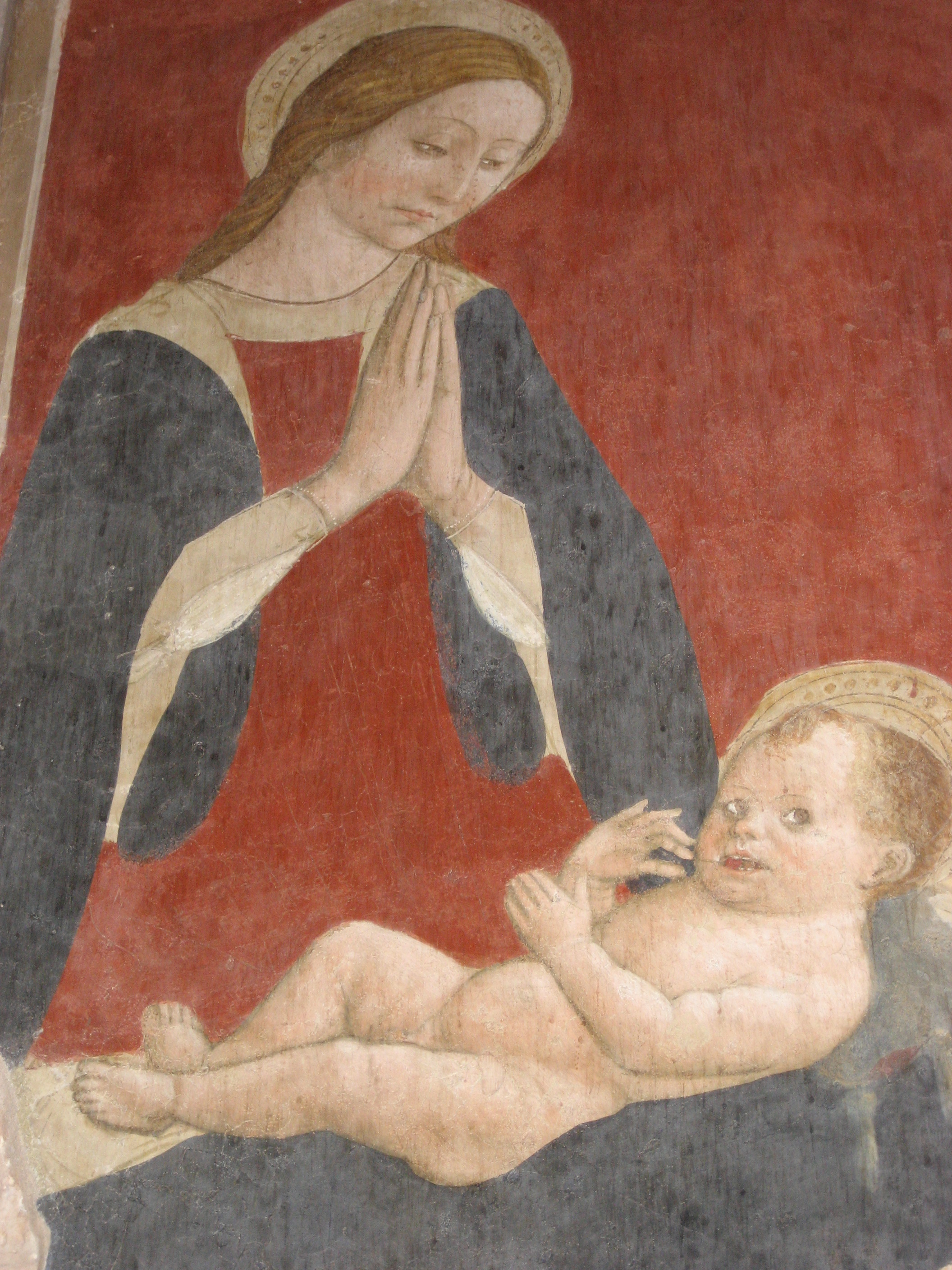
Madonna adorante il Bambino (1465), di Andrea De Litio

Giulio Antonio Acquaviva, nipote di Andrea Matteo, si sposò con Caterina, figlia del principe di Taranto Giovanni Antonio Orsini del Balzo, dalla quale Giulio ebbe in dote tre città pugliesi: Conversano, Bitetto e Bitonto. È in questo momento che la città di Atri inizia un vero e proprio processo di sviluppo urbano e culturale, tanto da rappresentare il manifesto del rinascimento abruzzese in contrapposizione a quello di maniera aquilano. Atri venne abbellita da palazzi signorili, le chiese antiche furono restaurate, come quelle di San Nicola, San Francesco, Sant'Agostino e soprattutto il Duomo di Santa Maria Assunta, con la cella della torre campanaria realizzata da Antonino da Lodi, che mostra molte somiglianze con la torre della Cattedrale di Teramo e con quella del Duomo teatino. Inoltre per la cattedrale atriana, tra i monumenti più importanti d'Abruzzo, venne chiamato il pittore Andrea De Litio, che eseguì il ciclo pittorico delle Storie di vita di Anna e Gioacchino, di Maria e di Gesù.

### La rinascita di San Flaviano come "Giulia"

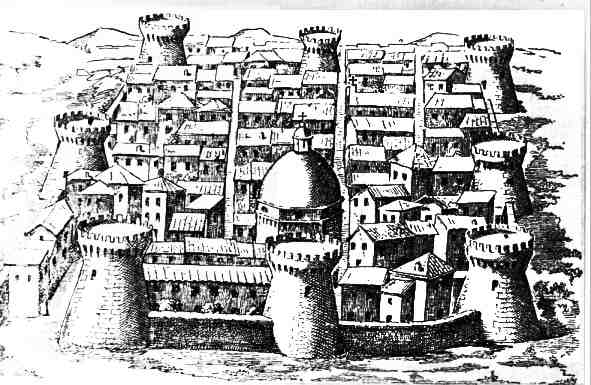
La Giulianova rinascimentale

L'area di San Flaviano era malconcia a causa delle guerre e della malaria, Il duca Giuliantonio Acquaviva d'Aragona, che aveva anche il titolo di conte di San Flaviano, decise di costruire una città ideale in un luogo migliore, situato sulla costa e a metà strada tra il Saline e il Tordino. Alla nuova San Flaviano dette i nomi di "Giulia" e "Giulia nova", trasferendovi le persone dal vecchio insediamento. In seguito le reliquie del patrono san Flaviano furono traslate dalla vecchia alla nuova chiesa rinascimentale. Secondo lo storico Niccolò Palma, l'edificazione di Giulia può essere datata intorno al 1470, non essendo stato possibile costruire una nuova città in un solo anno. Giulia venne dotata di sette torrioni, di una residenza ducale e del convento dei frati minori, oltre che di abitazioni e altre chiese.
I giuliesi ebbero, in seguito, una serie di privilegi per concessione di Giuliantonio, tra i quali l'esenzione fiscale per quindici anni, la dogana da stabilirsi a Giulia, l'esenzione delle cause per i debiti, l'immunità dagli alloggi militari e la divisione tra i giuliesi stessi dei beni di coloro che non avessero abbandonato San Flaviano.

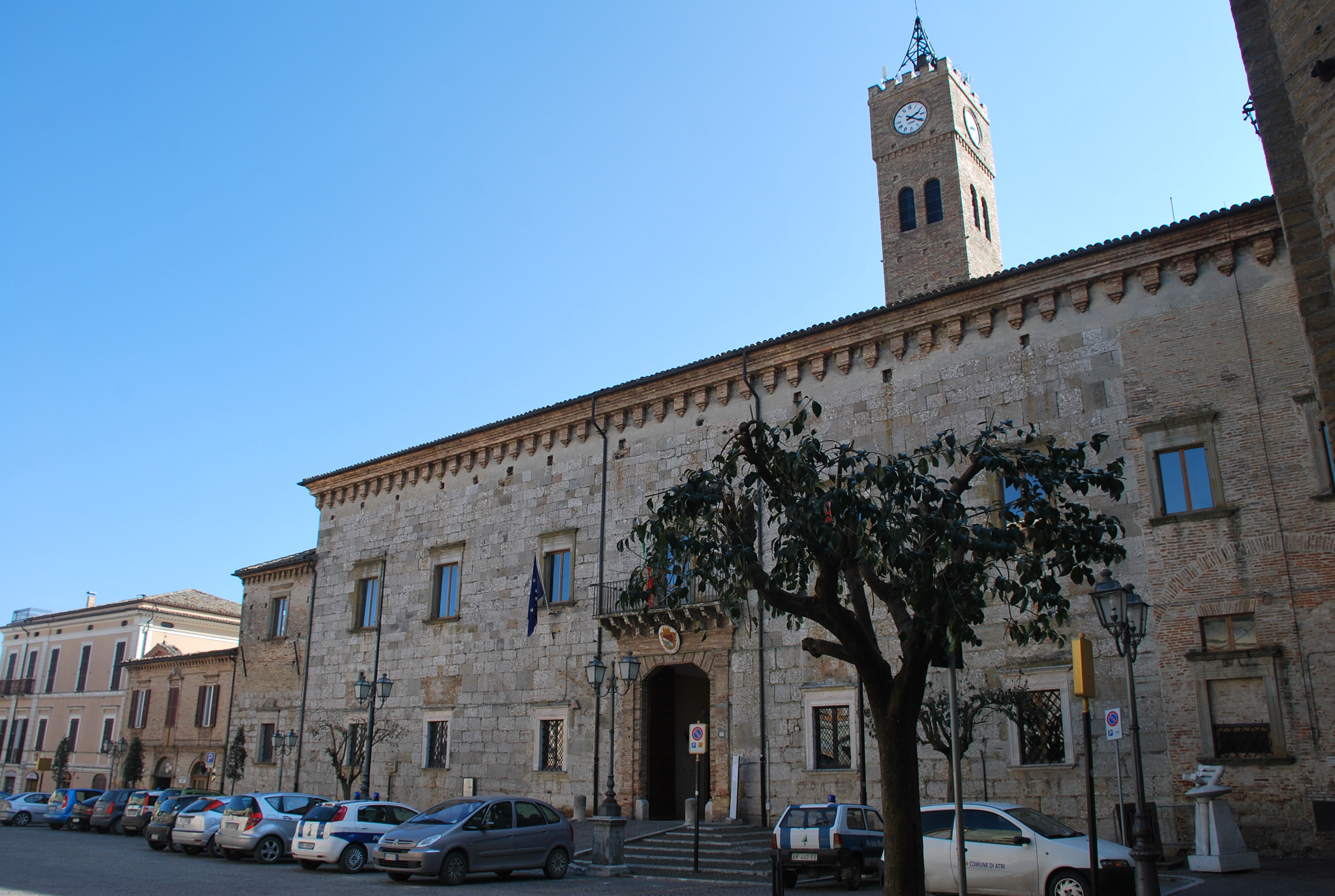
Il Palazzo Duchi Acquaviva ad Atri, oggi sede comunale

## I sismi del Quattrocento

### Il sisma del 1456

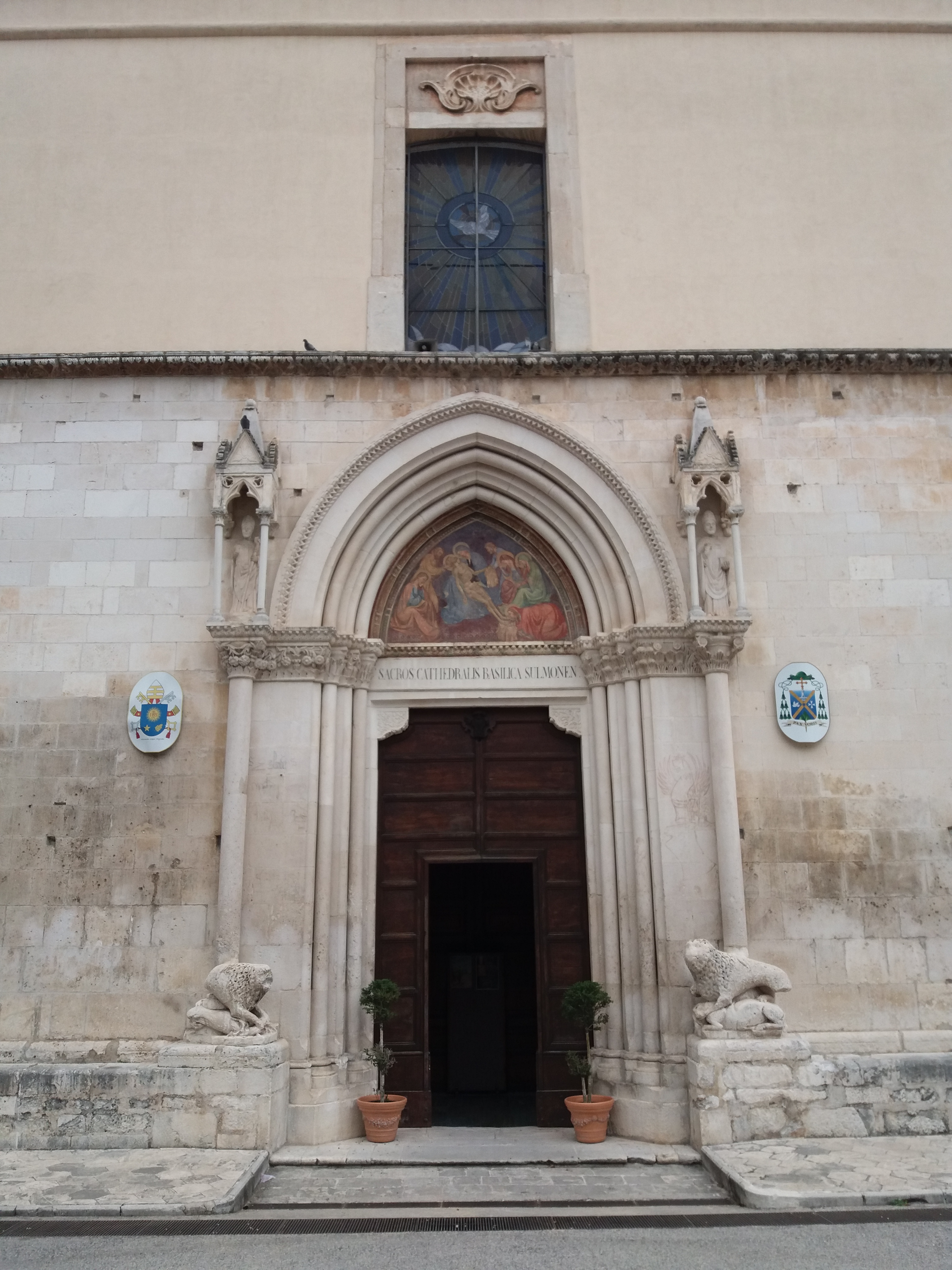
Portale di San Panfilo a Sulmona, tardogotico, di Nicola Salvitti

Anche l'Abruzzo rimase profondamente coinvolto nel terremoto del Sannio del 5 dicembre 1456, che ebbe ben 5 epicentri distribuiti lungo la catena degli Appennini sanniti, dall'Abruzzo, alla Terra di Lavoro e alla Basilicata, scatenando un'attivazione di diverse faglie. L'epicentro principale fu a Benevento, che rimase quasi distrutta, con una scossa di magnitudo 7.1 della scala Richter, e decine di migliaia di vittime. Lo sciame sismico, per il riattivarsi di numerose faglie distribuite in un vasto territorio, durò almeno 3 anni, durante i quali si verificarono altri forti terremoti concatenati alla faglia del Matese: centri come Isernia e Bojano, infatti, risultarono quasi interamente distrutti. Una delle repliche più disastrose ci fu il 30 dicembre, più a nord della scossa del 5 dicembre ma sempre nel Sannio, che acuì la gravità della situazione. In Abruzzo, in particolare le città di Aquila e Sulmona furono interessate dal sisma e subirono diversi danni.

### Il sisma dell'Aquila del 1461
L'Aquila, già gravata dal terremoto del 1456 e da altre scosse degli anni seguenti, nel 1461 fu interessata da un altro grave sisma, di magnitudo Richter 6,4 e con epicentro a Poggio Picenze. Le cronache, insieme ai trattati storici di Bernardino Cirillo e Anton Ludovico Antinori, parlano di scosse iniziate già nel 1460, e che durarono fino al 1462. Nelle cronache il giorno della forte scossa è il 26 novembre, avvenuta durante la notte. Ci furono edifici danneggiati e 150 vittime, con la distruzione totale dei centri di Castelnuovo di San Pio delle Camere e di Onna, la rovina di Poggio Picenze, Santo Sano, per cui infatti il paese fu ricostruito più a valle della fortezza.

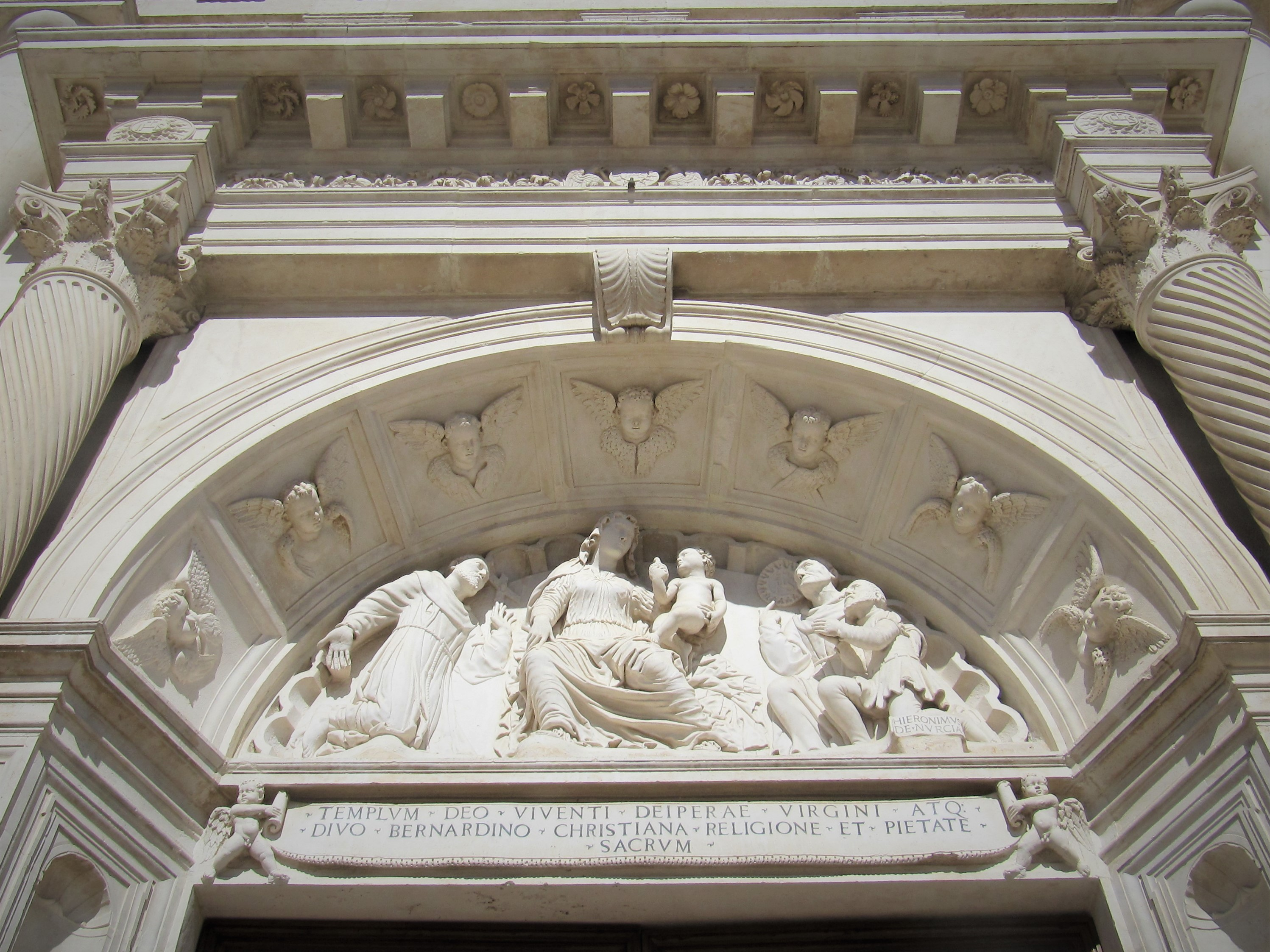
Il portale di San Bernardino, eseguito da Cola dell'Amatrice

All'Aquila si registrarono diversi danni, sia tra palazzi civili, sia tra le chiese: in particolare, furono riportati la rovina del presbiterio di Collemaggio, danni lievi alla chiesa di San Bernardino perché ancora in costruzione e di crolli nelle principali chiese di Santa Maria Paganica, Santa Giusta, San Pietro, San Giovanni d'Amiterno. Danni furono subiti anche dal Palazzo del Capitano; inoltre la chiesa di San Giacomo presso Porta Paganica scomparve, nella zona dove oggi si trova la chiesetta del Crocifisso.

#### Dopo il terremoto

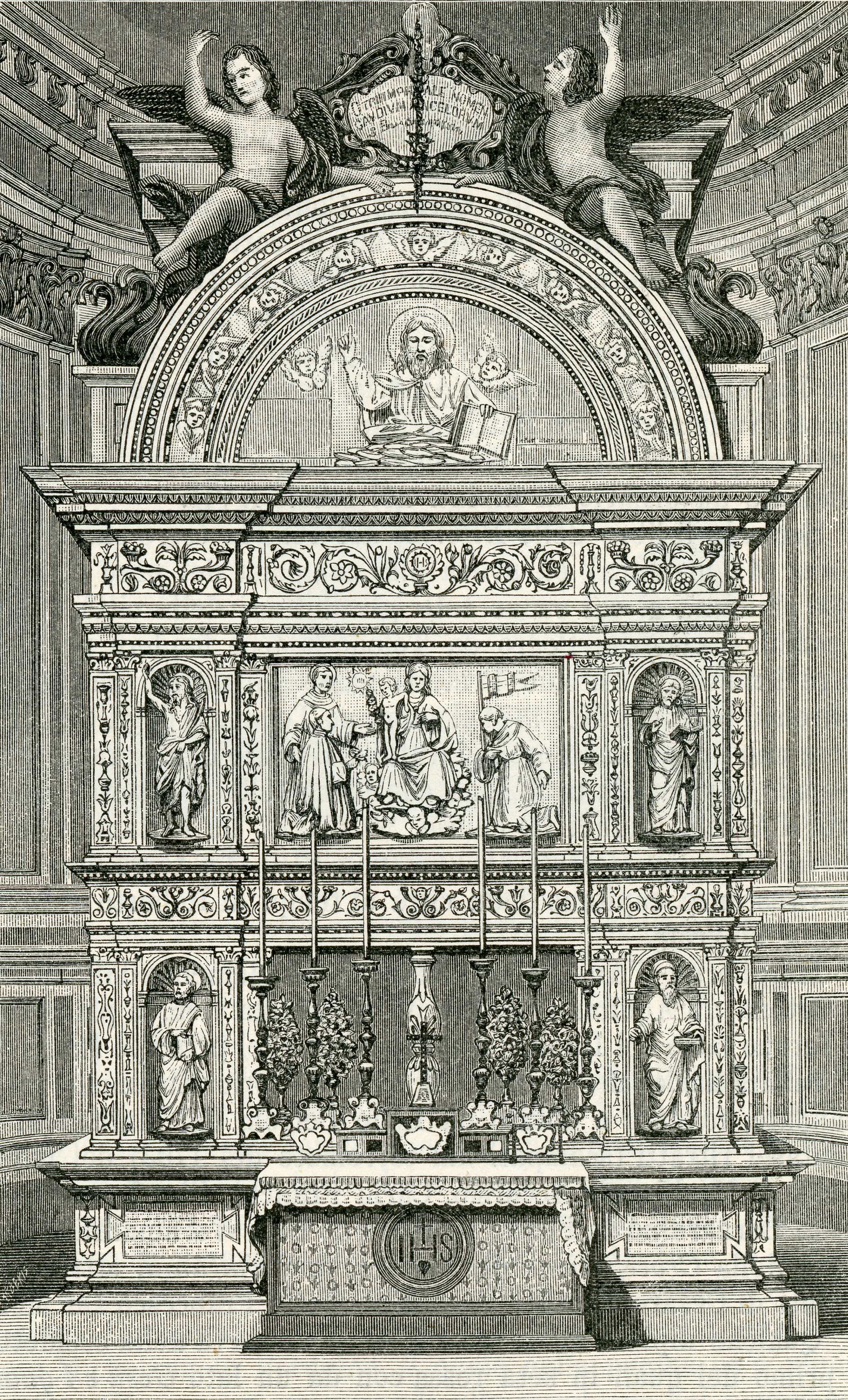
Il Mausoleo di San Bernardino di Silvestro dell'Aquila, conservato nella basilica, in un'incisione del 1898

In questo tempo però la città seppe risollevarsi abbastanza in fretta. Già prima del terremoto, Aquila fu famosa anche per la prolungata dimora di tre santi francescani: Bernardino da Siena, Giovanni da Capestrano e Giacomo della Marca. Il primo giunse a predicare in città verso la fine della sua vita, e intrecciò rapporti con la ricca famiglia dei Notari, ossia i fratelli Jacopo e Nicola di Nanni del quarto di Santa Maria; alla sua morte, avvenuta il 20 maggio 1444 proprio nel capoluogo abruzzese, la cittadinanza chiese e ottenne da papa Eugenio IV il permesso di custodirne le spoglie. Nel 1454, quindi, si cominciò con la costruzione della Basilica di San Bernardino, per volontà dell'amico Giovanni da Capestrano e con l'assenso del nuovo pontefice Niccolò V. Negli anni successivi la basilica fu arricchita da ulteriori opere, come la Resurrezione del fiorentino Andrea della Robbia.
Valenti artisti come Raffaello Sanzio intrecciarono rapporti con la ricca famiglia Branconio, che dipinse la Visitazione per la chiesa di San Silvestro, dove la famiglia aveva la cappella privata, e un Autoritratto con un amico, probabilmente il nobile Giovanni Battista Branconio. In àmbito pittorico e scultorico si distinsero l'aquilano Saturnino Gatti, con le statua di Collemaggio e il ciclo di affreschi di Tornimparte, Andrea De Litio della Marsica, con alcuni affreschi di lunette e pale dipinte conservate nel Museo nazionale d'Abruzzo e nel Museo d'arte sacra di Celano, e infine Francesco da Montereale, appena all'inizio del secolo successivo.
Nel campo culturale la città si sviluppò nella corrente del Rinascimento nella seconda metà del '400, con il privilegio della stampa del 3 novembre 1481 e il conseguente arrivo in città di Adamo da Rottweil, discepolo di Gutenberg, mentre nel 1525 ufficialmente le stamperie aquilane tesseranno rapporti con Fabriano per l'acquisto della carta. Battista Alessandro Iaconelli tradusse in volgare le Vite parallele di Plutarco, prima pubblicazione del Burkardt proprio ad Aquila, nel 1482. Inoltre, in questo secolo, nell'attività storiografica si distinsero Cola da Borbona e Bernardino da Fossa.

## La congiura dei baroni in Abruzzo

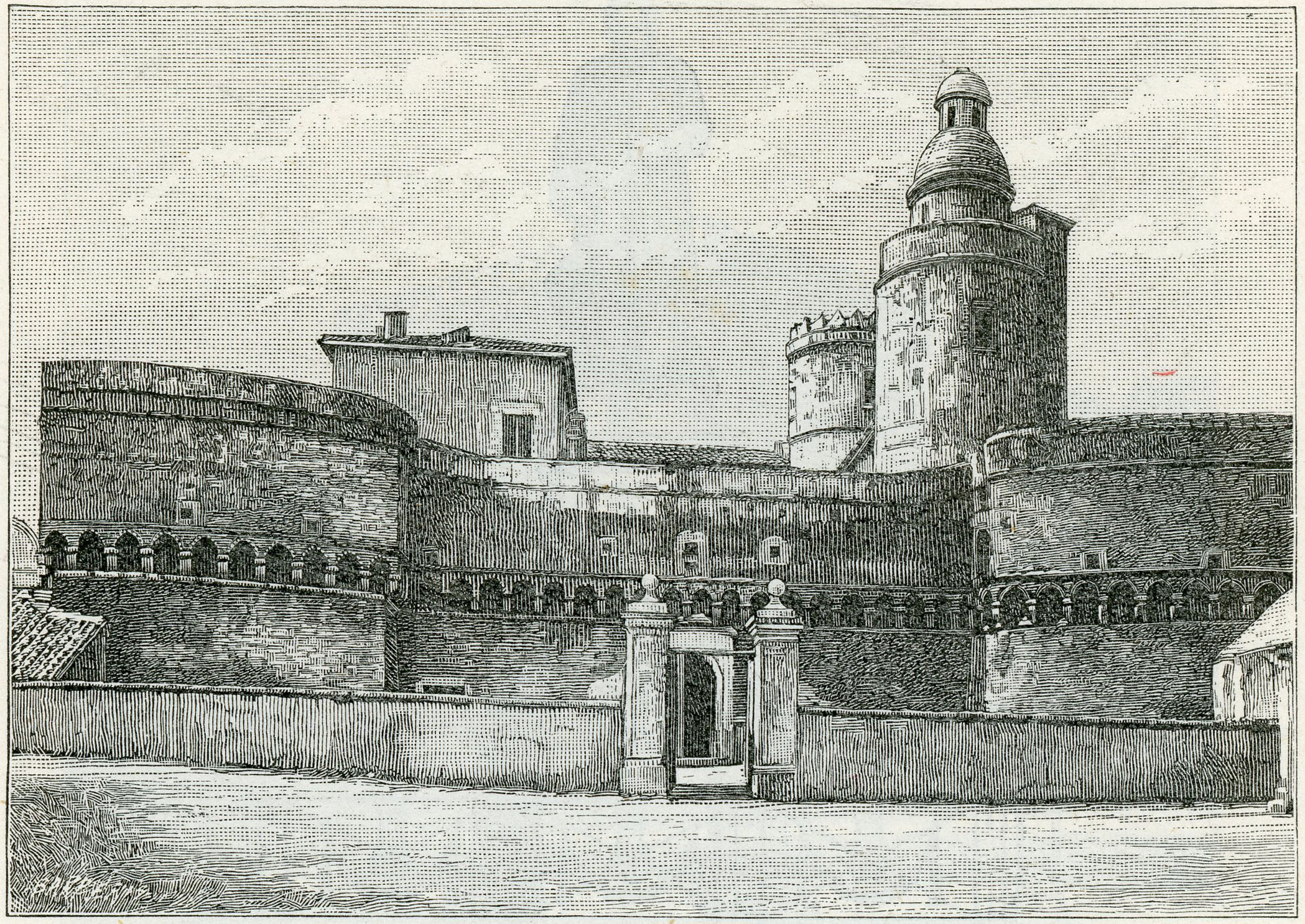
Il castello Caldoresco del Vasto

La dinastia dei Caldora che fece seguito a Jacopo fu composta da suo fratello, Raimondo, e dai figli, Antonio e Berlingiero. Antonio fu anch'egli capitano di ventura ed ereditò dal padre diversi titoli e feudi in Abruzzo e in Molise. A causa della sua condotta ambigua nello scegliere il partito politico più favorevole, Antonio si inimicò Alfonso d'Aragona, venendo sconfitto il 28 giugno 1442 nella battaglia di Sessano, poi ricacciato da Carpinone e Pescolanciano, dove aveva i suoi feudi. Benché dopo la prigionia fosse stato perdonato da Alfonso, Caldora perse gran parte del suo territorio, e cedette anche le altre terre abruzzesi. Malgrado ciò, la condotta di Antonio continuò a essere ambigua; quindi partecipò alla "congiura dei baroni".
Sempre nel 1464 la città del Vasto fu assediata, in quanto fu fortificata con mura e cannoni da Jacopo, padre di Antonio. Questo perse la battaglia, e venne catturato da Ferrante d'Aragona nel 1464, che combatteva con il tenente Giacomo Carafa. Il re punì Caldora con la confisca di tutti i feudi e la prigionia. Egli venne liberato in seguito a delle trattative condotte dal figlio, Restaino, e dal duca di Milano Francesco Sforza. Dopo cinque anni, non riuscendo a sopportare più tale condizione, Antonio Caldora si imbarcò a Pozzuoli con la sua famiglia, abbandonando il regno di Napoli. Temendo la reazione del re, si rifugiò in varie città dello Stato Pontificio e infine morì a Jesi nel 1477, nella casa di un ex soldato di suo padre.